# Augustibuller 2002
Augustibuller 2002 var den sjunde upplagan av musikfestivalen Augustibuller mellan 2 och 3 augusti 2002. Biljettpriset var 150 kronor och besökarantalet cirka 3 200. 

## Bandlista
| - Amulet - Ape Grape - Bombshell Rocks - Canis Lupus - C.D.O.A.S.S. - Coca Carola - Diefenbaker - Division of Laura Lee - Dynamo Chapel - Firestone - Kristofer Åström - Liberator - Marit Bergman | - Nine - Nowhere Fast - Perkele - Riddim Section - UBBA - Bigelf - Chickenpox - Henry Fiats Open Sore - Isolation Years - Logh - McDolly | - Misconduct - Path of No Return - Painfield - The Perishers - Rasta Knast - Skumdum - Total Egon - Troublemakers - USCB Allstars - Whyte Seeds |

### Inställda band
- The Hotknives